# 三菱Galant Fortis
三菱Galant Fortis（日语：三菱・ギャランフォルティス）乃是日本三菱汽車公司於2007年至2015年之間在當地市場所推出的緊湊型轎車或掀背車，其實就是第七代Lancer，海外版名稱為三菱Lancer（香港、北美洲）、三菱Lancer Fortis / iO（臺灣）、三菱Lancer EX（菲律賓、巴拿馬、新加坡、泰國）、三菱風迪思、三菱翼神（二者皆中國）、三菱Galant Sportback（汶萊）等。關於車名的由來，「Galant」在法語中意指勇敢、華麗，「Fortis」在拉丁語中意指雄壯、勇敢。

## 概要
本質上明明是第七代Lancer，但在日本國內卻附帶「Galant」之名，主要理由是2005年12月第八代Galant和第二代Diamante停售，三菱汽車的產品陣容中獨缺中型轎車這一塊。同時考量到年齡40至60歲之間「團塊世代」客戶層的想法，他們比較能夠接受三菱的中型轎車Galant。第三點則是當時第六代Lancer仍繼續生產，以日產AD換牌生產的三菱Lancer Cargo也存在於市場上，為了避免混淆而使用Galant之名。加上副名稱「Fortis」則是由於大改款的第九代Galant正在北美市場販售，必須加上副名稱以免混淆。

## 歷史
2005年 - 三菱汽車在德國國際車展公布「Concept Sportback」，在東京車展公布「Concept X」之後，2007年1月終於在底特律車展公開市售版的第七代Lancer，預計於3月19日在美國上市。
2007年 - 4月26日三菱汽車發布消息，決定同年秋季以「Galant Fortis」之車名投放至日本國內，8月23日正式發表，區分成基本的「EXCEED」及運動化的「SPORT」（可選購五速手排變速箱）二種車型，動力心臟及變速系統皆與美規版相同，外觀方面也是鯊魚頭式車頭造型；10月再追加「SUPER EXCEED」車型。全車系搭載2.0L直列四缸DOHC MIVEC 4B11型引擎，輸出的馬力數據為154ps / 6,000rpm與扭力22.2kg·m / 4,250rpm，配合INVECS-III型CVT無段變速系統和可對應六速檔位模式與手自排換檔功能的「Sport Mode」。在底盤的部分，採用前輪麥花臣、後輪多連桿之懸吊設定，電子四輪傳動系統可支援 2WD、4WD Auto與4WD Lock差速器鎖定等切換模式。全車系標配3顆安全氣囊，可加價升級至7顆及加裝ASC車身動態穩定控制系統（Active Stability Control）。
2008年 - 7月9日追加性能版「Galant Fortis Ralliart」車型，配置2.0L直列四缸DOHC MIVEC 4B11型渦輪增壓引擎和六速TC-SST雙離合器自手排變速箱，但五檔與六檔的齒比經過調整，以達到高速巡航之下具有更佳的油耗表現。除此之外，其全時四輪驅動系統擁有整合分配前後輪軸扭力輸出的ACD主動中央差速器，讓操控表現更突出。
同年12月2日發表「Galant Fortis Sportback」五門掀背車型，行李廂配置一拉便可以放倒後排座椅的功能，動力系統具有自然進氣的2.0L直列四缸DOHC MIVEC 4B11型及附中冷器的2.0L直列四缸DOHC MIVEC 4B11型渦輪增壓引擎。前者搭配INVECS-III型CVT無段變速系統，後者則有六速TC-SST雙離合器自手排變速系統。自然進氣版的「Touring」和「Sport」可選擇前置前驅或電子控制四輪驅動，渦輪增壓版的「Ralliart」則是附有ACD主動中央差速器的全時四驅。
2009年 - 12月24日實施小改款，廢除手排車型，全車系除「Ralliart」之外一律搭載1.8L直列四缸DOHC MIVEC 4B10型引擎，以提高油耗表現，故原廠代號變成CY3A/CX3A型。變更為高反差儀表板，以及彩色液晶行車資訊顯示幕。大燈與車室燈新增熄火後延遲30秒熄滅的返/離家照明功能（轎車入門版「EXCEED」和掀背車入門版「TOURING」除外），「SPORT」和「SUPER EXCEED」車型配置可提升油耗表現的ECO功能按鈕，「Ralliart」車型另可加價選購斜坡起步輔助系統、Recaro賽車筒椅等配備。原先掀背車具備的ESS緊急煞車燈警示系統（Emergency Stop Signal System），也擴大至所有轎車車型上。
2010年 - 8月19日再度實行部分改良，1.8L引擎降低內部機件運作的阻力，4WD車型改採EPS電動輔助轉向系統。原先僅有「Ralliart」才有的ASC車身動態穩定控制系統，現在下放至全車系。「Ralliart」改成高壓點火式火星塞，全車系除「Ralliart」之外均改變排檔桿頭之造型，轎車「EXCEED」和掀背車「TOURING」車型改成單色液晶儀表。
2011年 - 10月20日部分改良，動力心臟改採1.8L直列四缸SOHC MIVEC 4J10型引擎，壓縮比提高為10.7：1，其所搭載的MIVEC技術利用整合的機械結構，得以同步控制汽門正時、汽門揚程和開啟時間等三個參數，按行駛幻境的差異精細調整燃燒室的進氣量，以達到最佳化的馬力輸出與廢氣排放。另外增加AS&G怠速熄火系統，且強化發電機組與電池模組以提供穩定的電量。
2014年 - 7月10日再次部分改良，車側方向燈整合於後照鏡蓋上，調整車色塗裝。同年12月下旬「RALLIART」開始停售，翌年2月下旬其餘車型亦停產停售。
2015年 - 闊別15年之後，汶萊總代理GHK汽車再次引進Galant車系。這款車以「Galant Sportback」之名，搭載2.4L直列四缸SOHC 4G69型引擎，配合INVECS-III型CVT無段變速系統可輸出最大馬力168hp / 6,000rpm、扭力峰值226N·m / 4,100rpm。全車外型上包含Ralliart空力套件組、18吋鋁圈等，內裝方面包含換檔撥片、6.1吋彩色中控螢幕、巡航定速系統等，安全配備包括雙前座安全氣囊、ABS防鎖死煞車系統、EBD電子制動力分配系統等。不過因為銷售成績低迷，2017年8月遂停止販售。

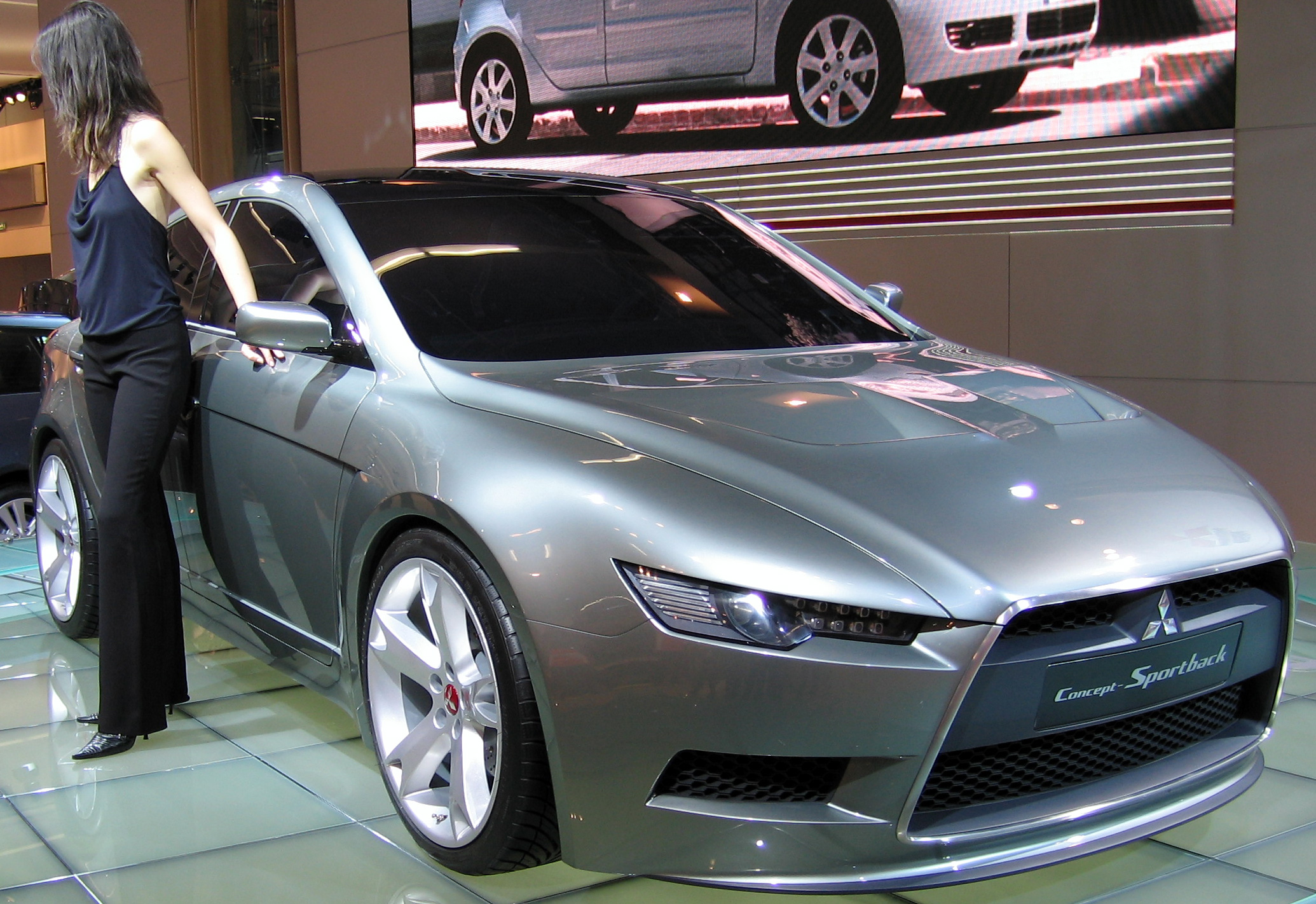
Concept Sportback，攝於2005年德國國際車展
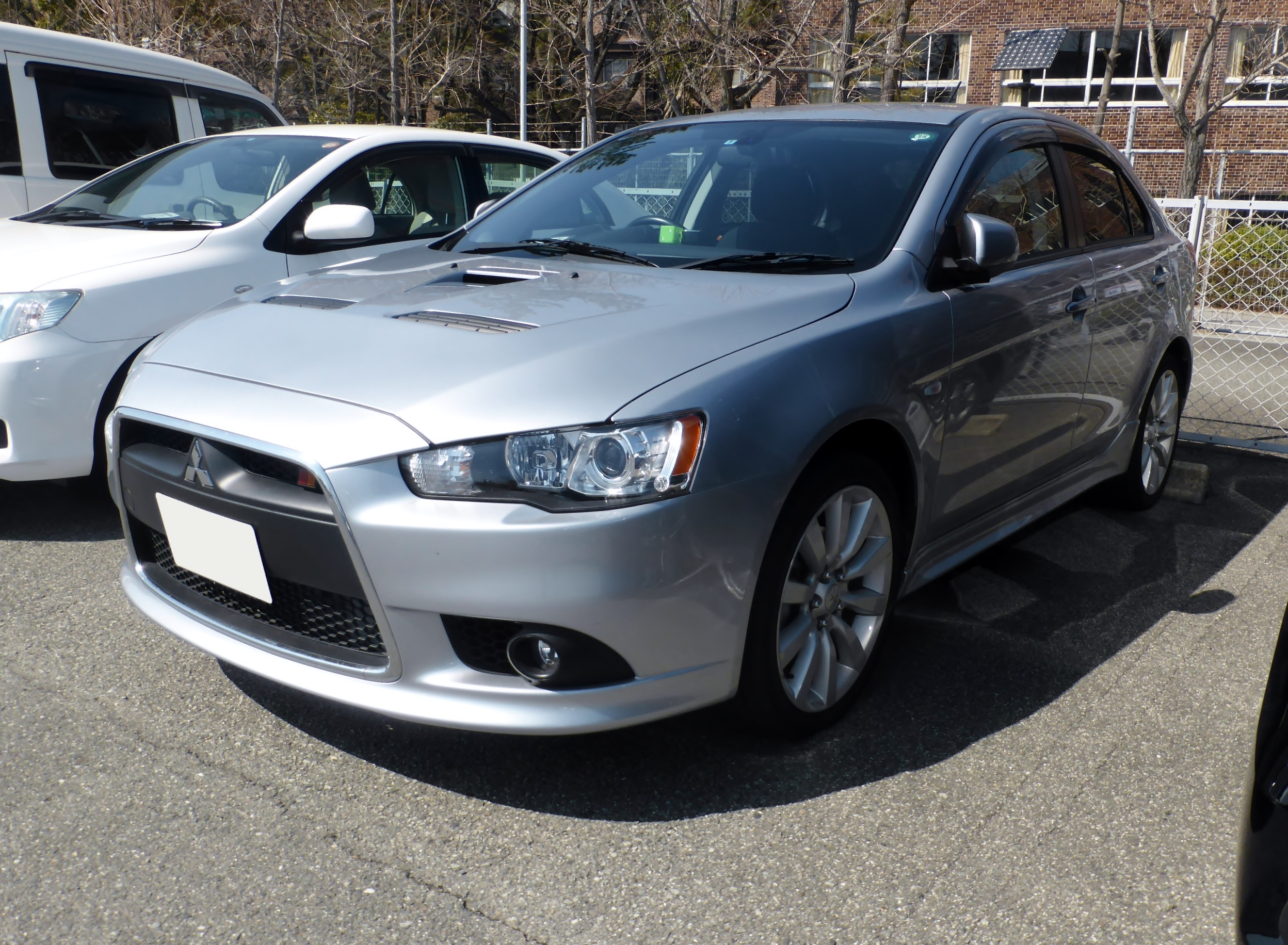
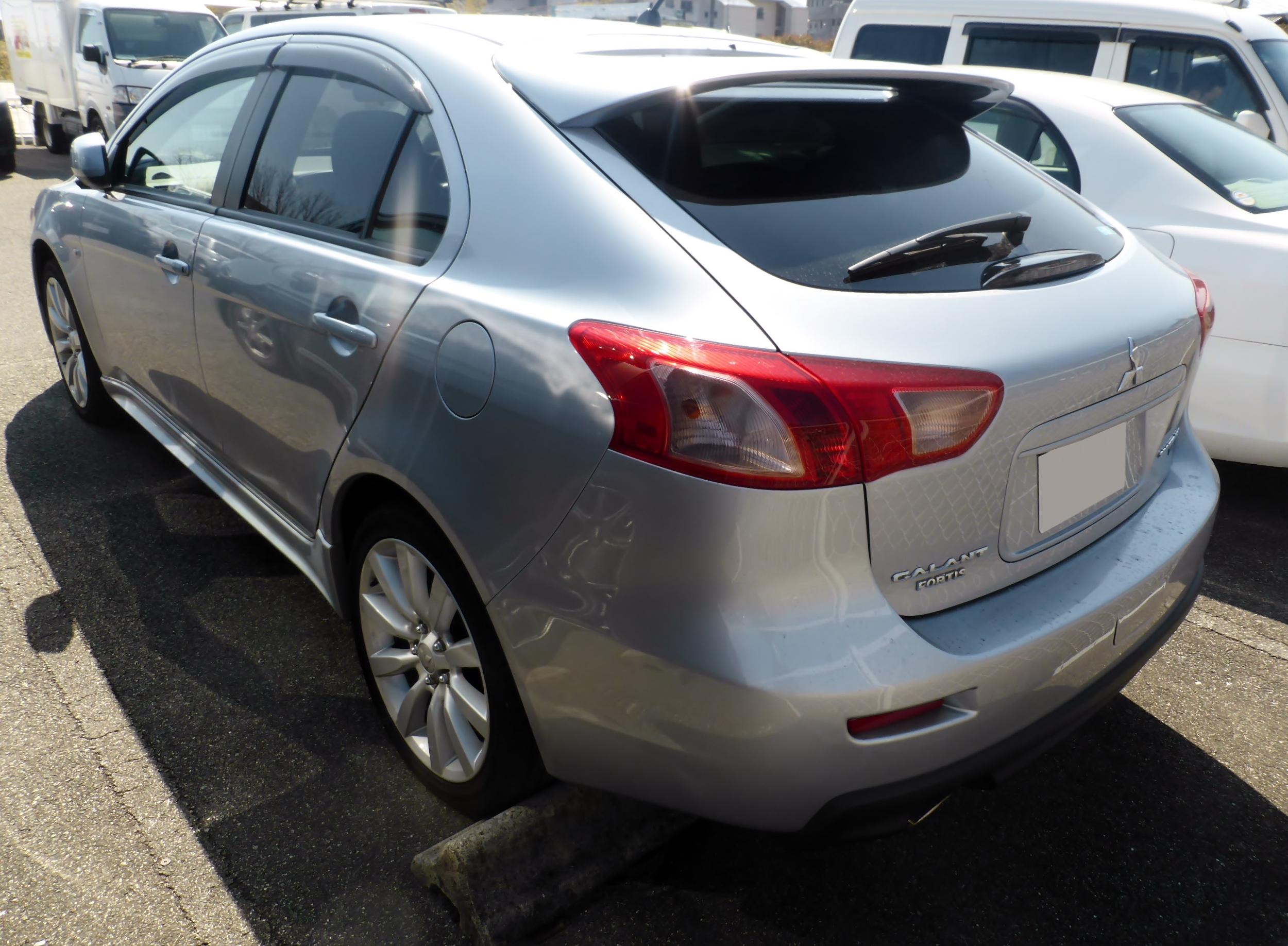
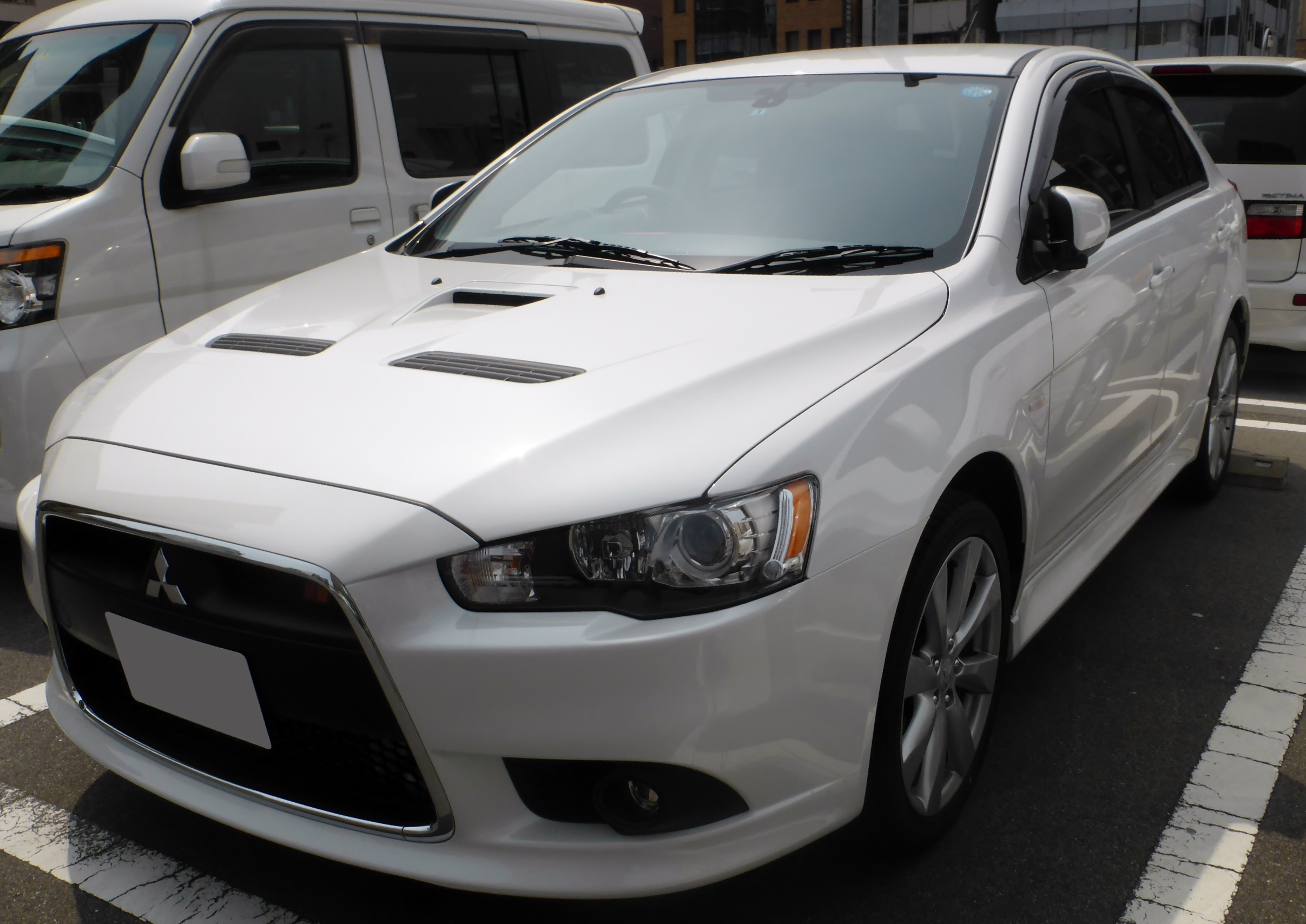
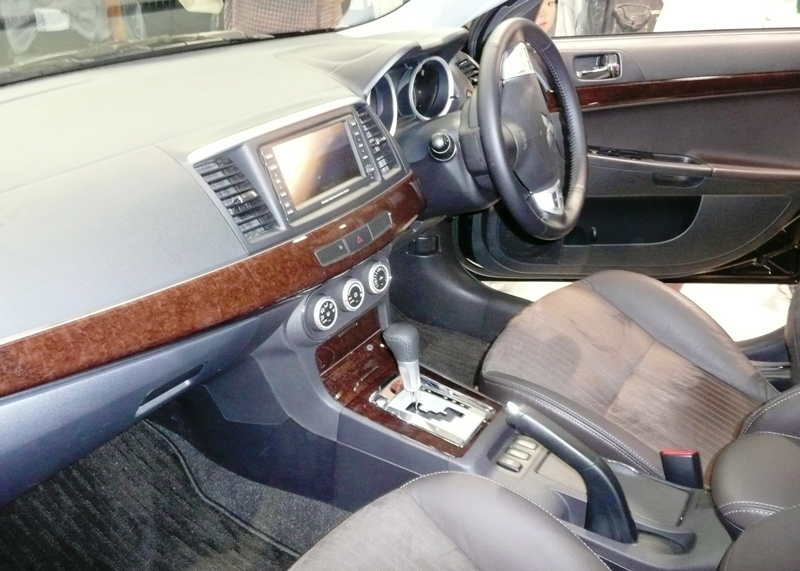

## 內部連結
- 三菱Lancer

## 外部連結
- 汽車線上：MITSUBISHI Galant Fortis Sportback